# Václav Korelus
Václav Korelus (* 27. října 1921) je bývalý československý fotbalový rozhodčí.
V československé lize působil v letech 1954-1966. Řídil celkem 87 ligových utkání. Jako mezinárodní rozhodčí řídil v letech 1961–1965 sedm mezistátních utkání. V evropských pohárech řídil v letech 1957–1965 celkem 7 utkání (v PMEZ 5 utkáních, v Poháru vítězů pohárů 1 utkání a v Poháru UEFA 1 utkání). Rozhodoval na olympiádě v Tokiu v roce 1964.